# 中延駅

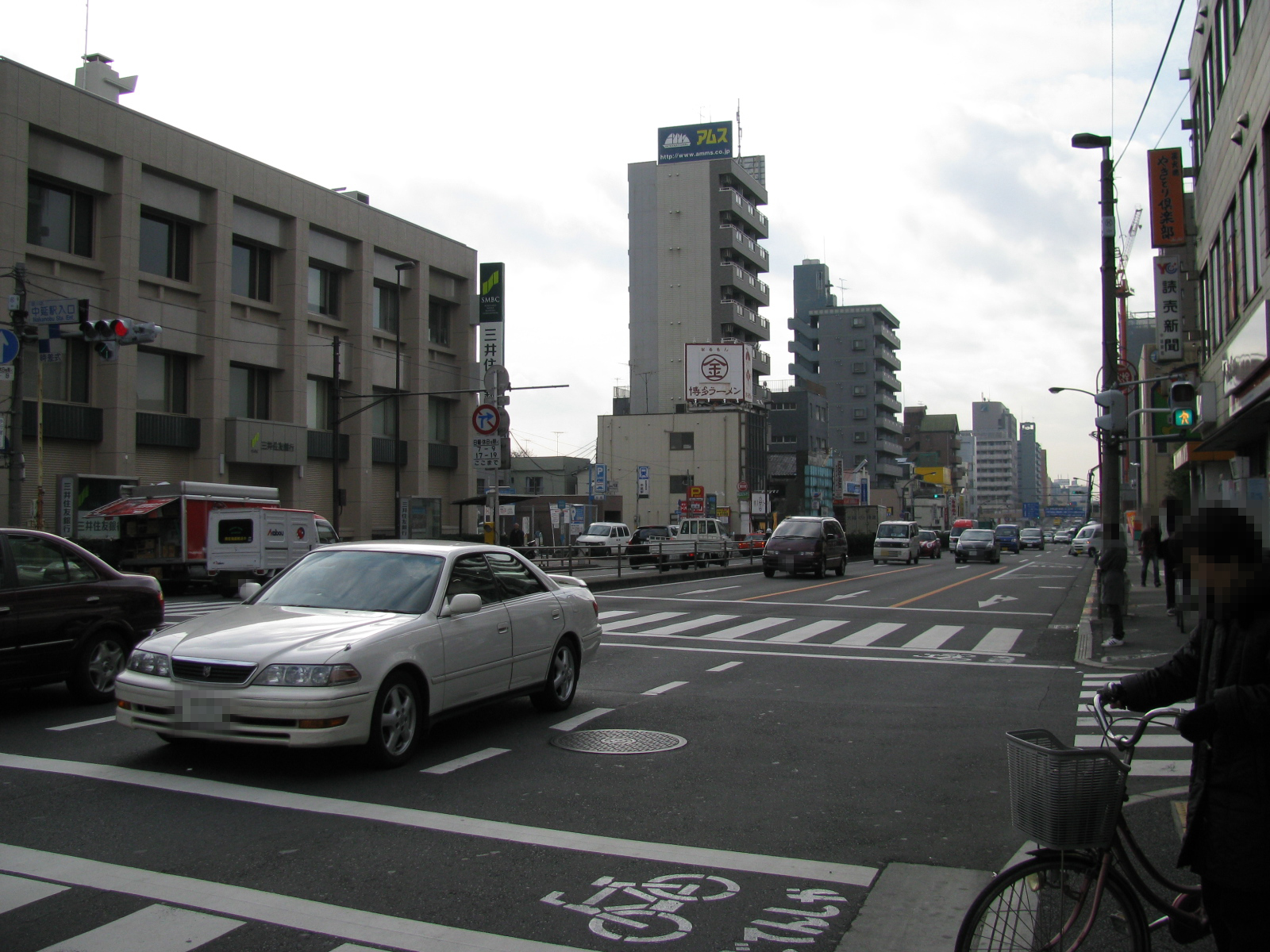
駅前風景（国道1号方面）

中延駅（なかのぶえき）は、東京都品川区にある、東急電鉄・東京都交通局（都営地下鉄）の駅。
駅所在地は東急が中延四丁目、都営地下鉄が東中延二丁目となっている。

## 乗り入れ路線
以下の2社2路線が乗り入れ、相互間接続駅となっている。
- 東急電鉄： 大井町線 - 駅番号「OM04」[1]
- 都営地下鉄： 浅草線 - 駅番号「A 03」[2]

## 歴史
- 1927年（昭和2年）7月6日：目黒蒲田電鉄（現・東京急行電鉄）大井町線の駅が相対式ホームの地上駅として開設[3]。
- 1954年（昭和29年）7月：大井町線中延駅高架化工事に着手[4][5][3]。
- 1957年（昭和32年）7月11日：大井町線中延駅高架化工事竣工[4][5][3]。
  - これは荏原町 - 戸越公園間の地上線北側に新たに高架橋および盛土を構築し、線路をそっくり移設するものである[4][注釈 1]。工事延長は1,020 m、事業費は3億円、計9か所の踏切が廃止された[5]。
- 1968年（昭和43年）11月15日：都営1号線中延駅開設[3]。
- 1978年（昭和53年）7月1日：都営1号線が浅草線へ改称[6]。
- 2007年（平成19年）3月18日：ICカード「PASMO」が利用可能となる[7]。

### 駅名の由来
大井町線開通時の駅所在地が荏原郡荏原町大字中延であったため、地名から採ったもの。「中延」の由来は明らかにされていないが、古代の平塚郷中心地であったからと言う説や荏原郡中心地であったと言う説などがある。

## 駅構造
両線駅出口は道路を挟んで50 m程離れており、乗換には公道を横断する必要がある。

### 東急電鉄
相対式ホーム2面2線を有する高架駅。改札と各ホーム間を連絡するエレベーターが設置されている。改札階には多機能トイレが設置されている。サービス係「専門社員」導入駅のため大井町駅より遠隔監視している。

#### のりば
| 番線 | 路線     | 方向 | 行先                           |
| ---- | -------- | ---- | ------------------------------ |
| 1    | 大井町線 | 下り | 自由が丘・二子玉川・溝の口方面 |
| 2    | 大井町線 | 上り | 大井町方面                     |

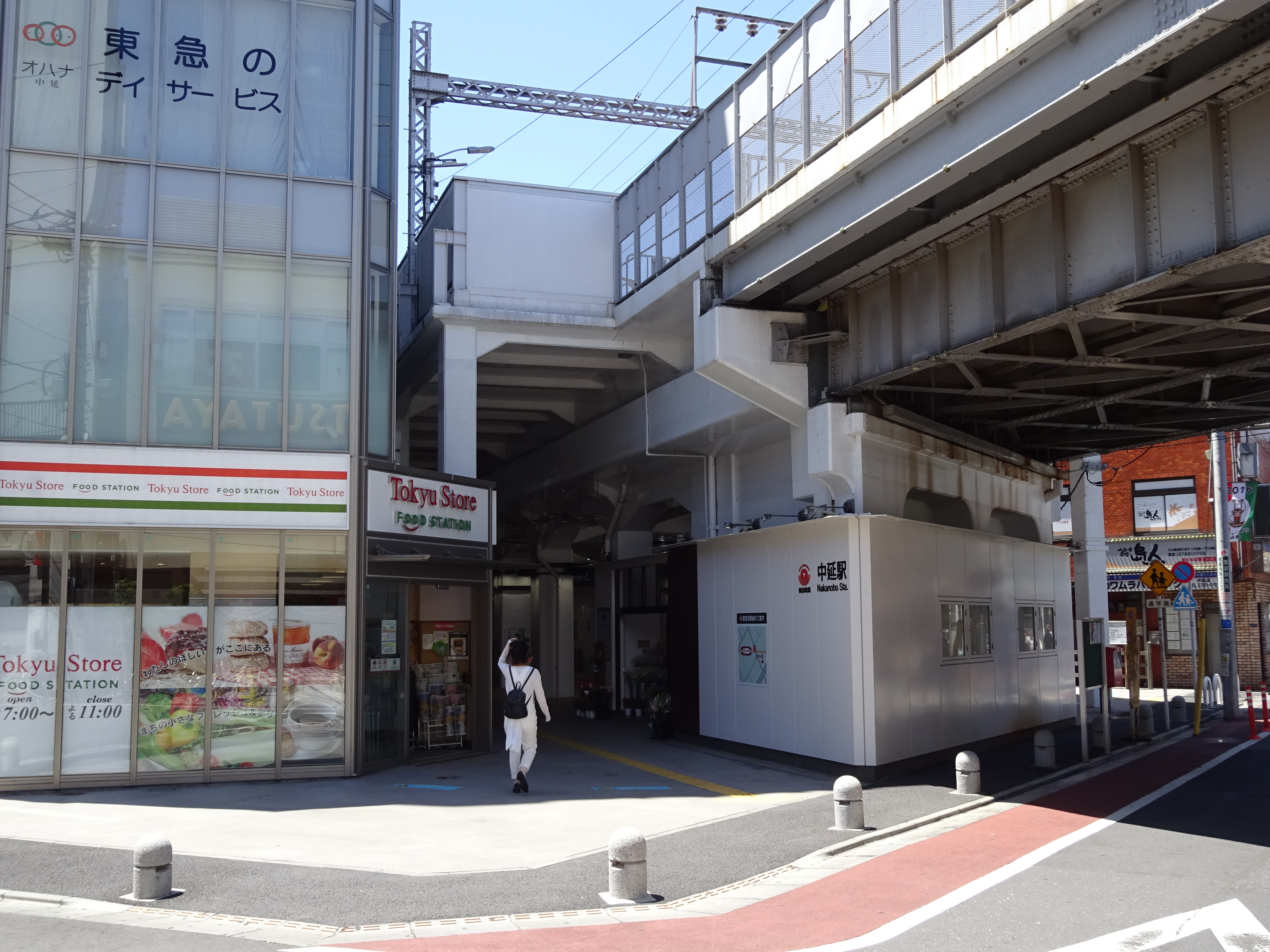
駅出入口（2016年5月）
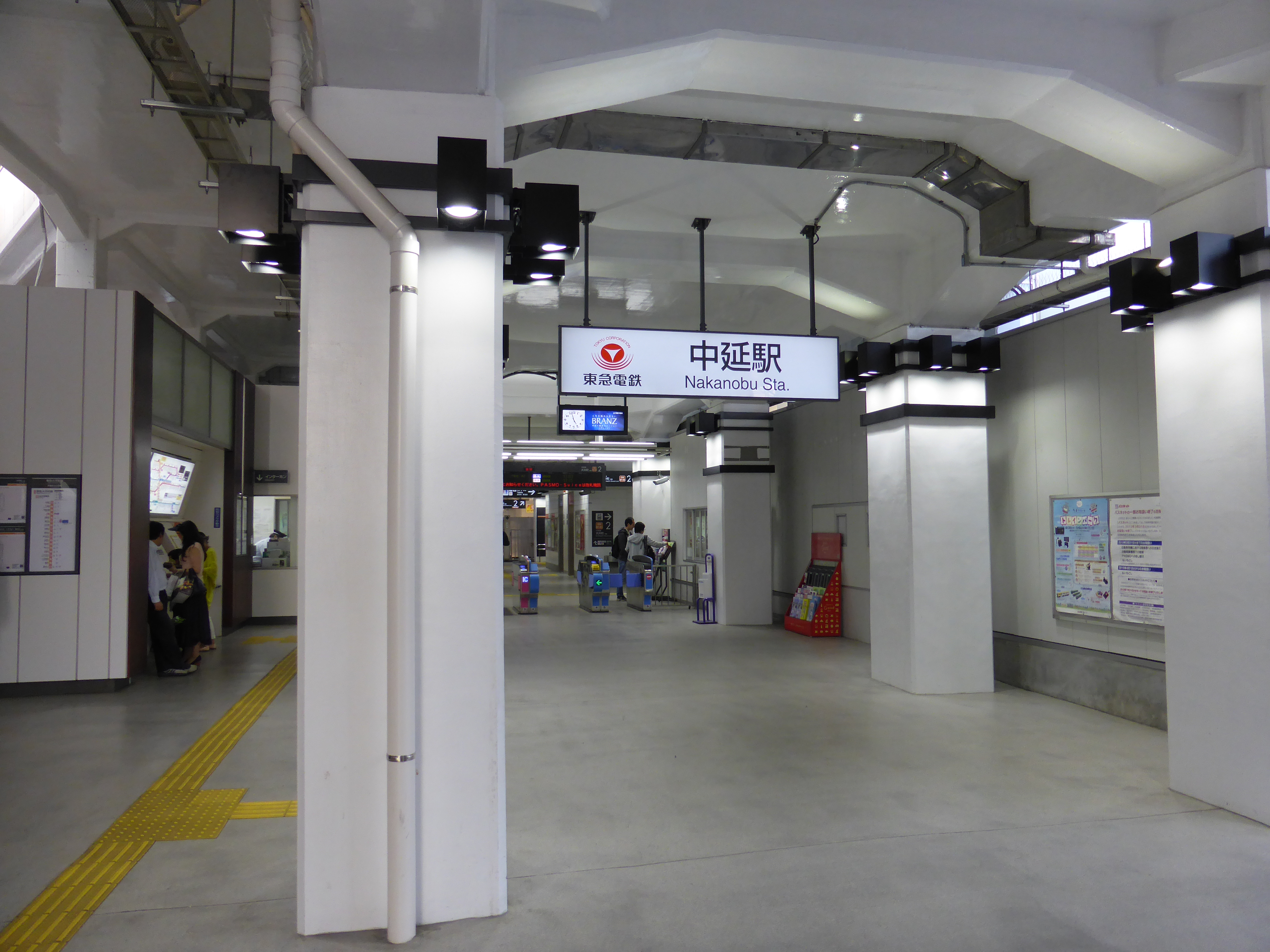
改札口（2015年4月）
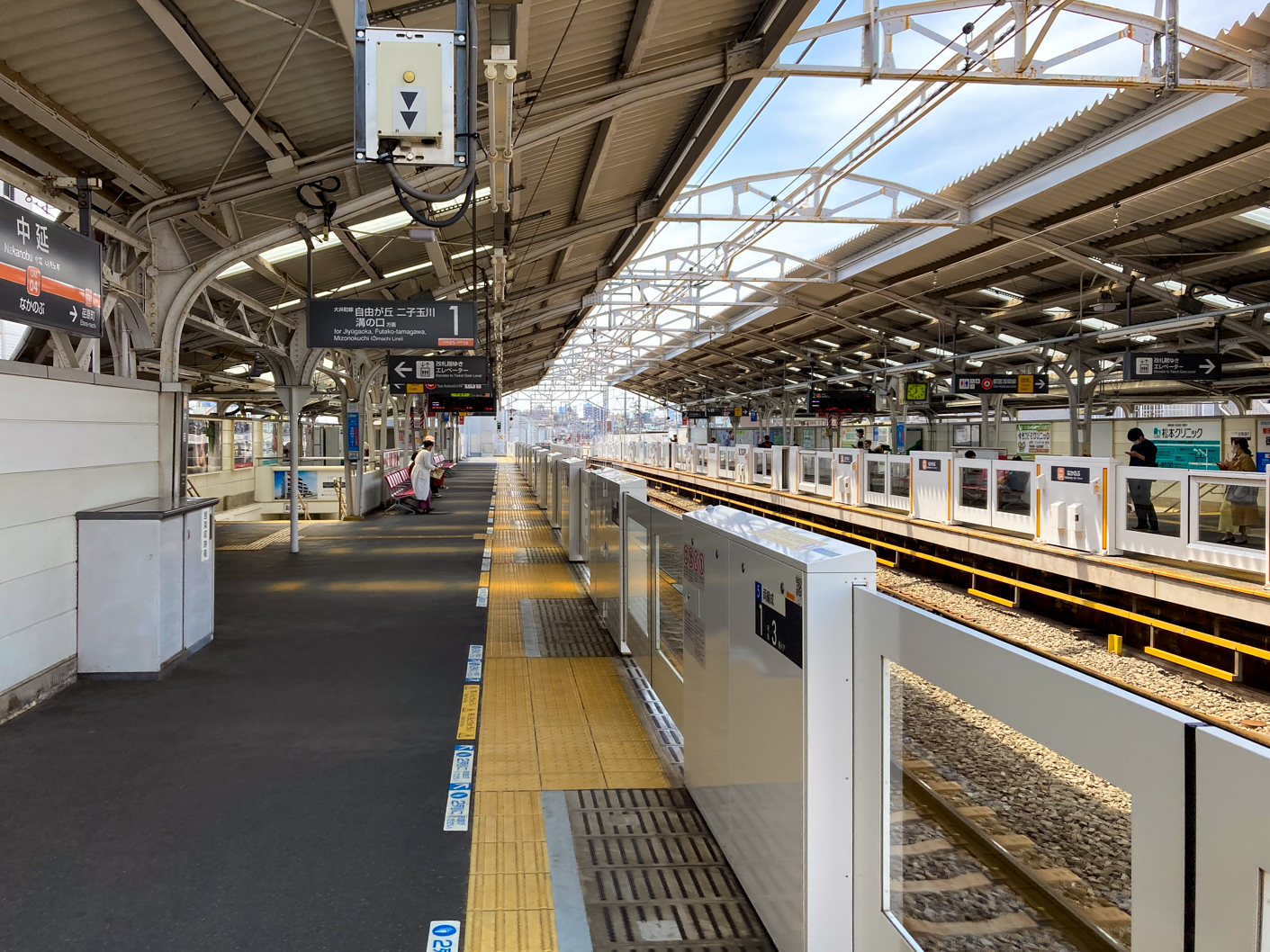
ホーム（2021年4月）
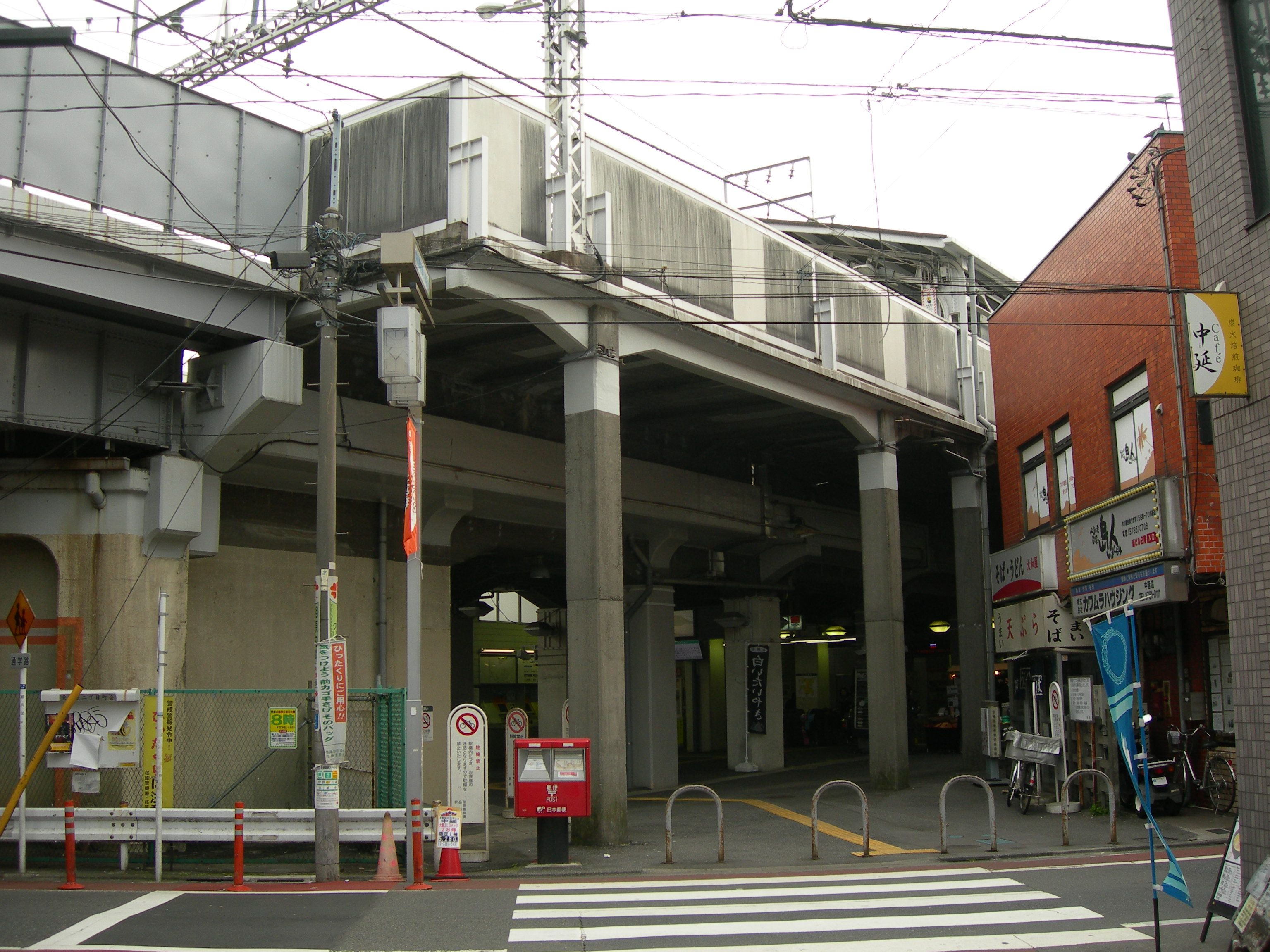
駅出入口（2010年4月）

### 東京都交通局
島式ホーム1面2線を有する地下駅。
改札口は2か所あり、自動定期券発売機は東急中延駅方面改札口に設置されている。中延4丁目方面改札口は朝夕のみ係員が配置され、それ以外の時間帯は遠隔対応となっている。
大門駅務管区五反田駅務区管轄。東京都営交通協力会へ委託されている。

#### のりば
| 番線 | 路線       | 行先                       |
| ---- | ---------- | -------------------------- |
| 1    | 都営浅草線 | 西馬込方面                 |
| 2    | 都営浅草線 | 押上・ 京成線・ 北総線方面 |

（出典：都営地下鉄:駅構内図）

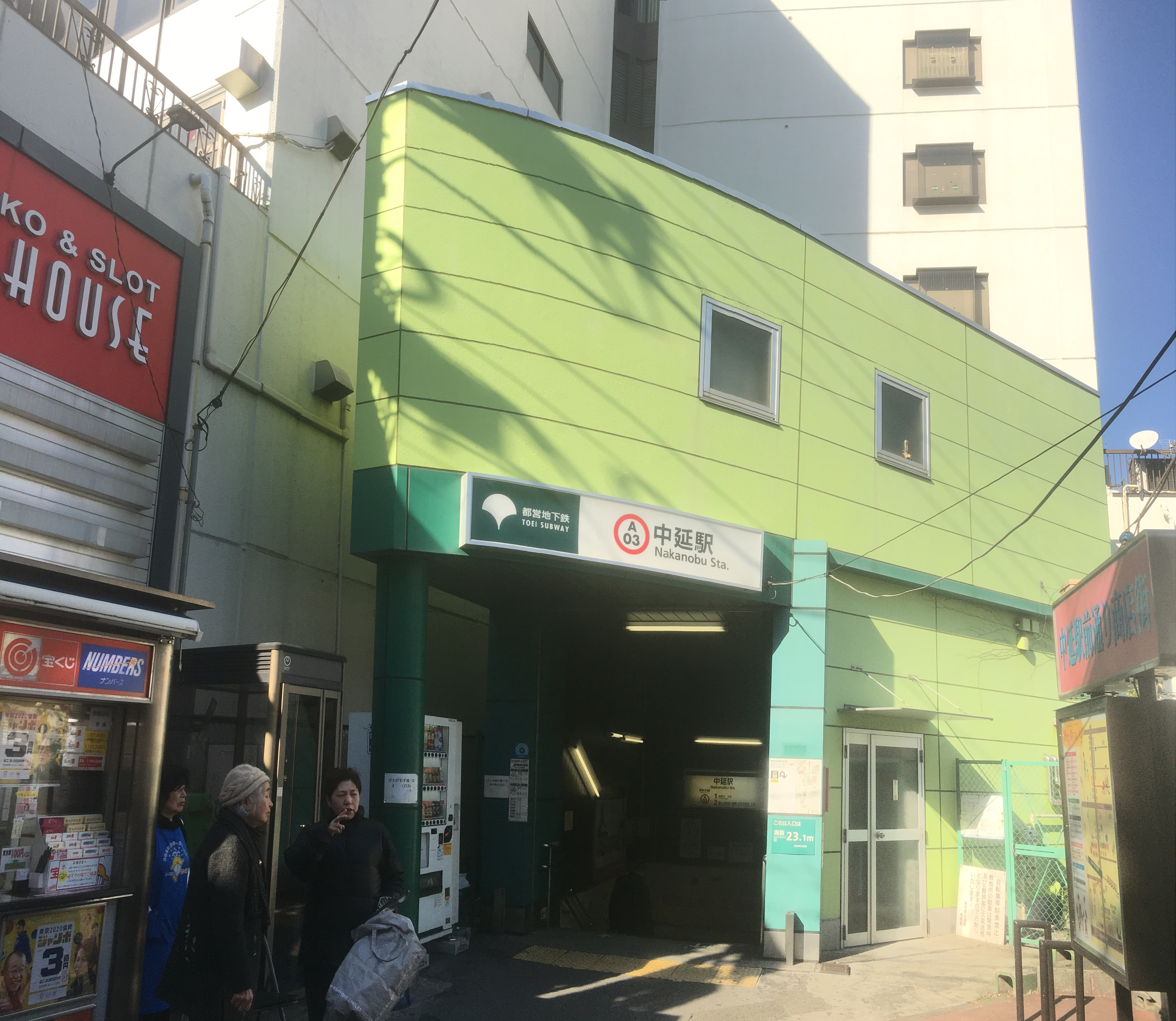
A3出入口（2020年2月）
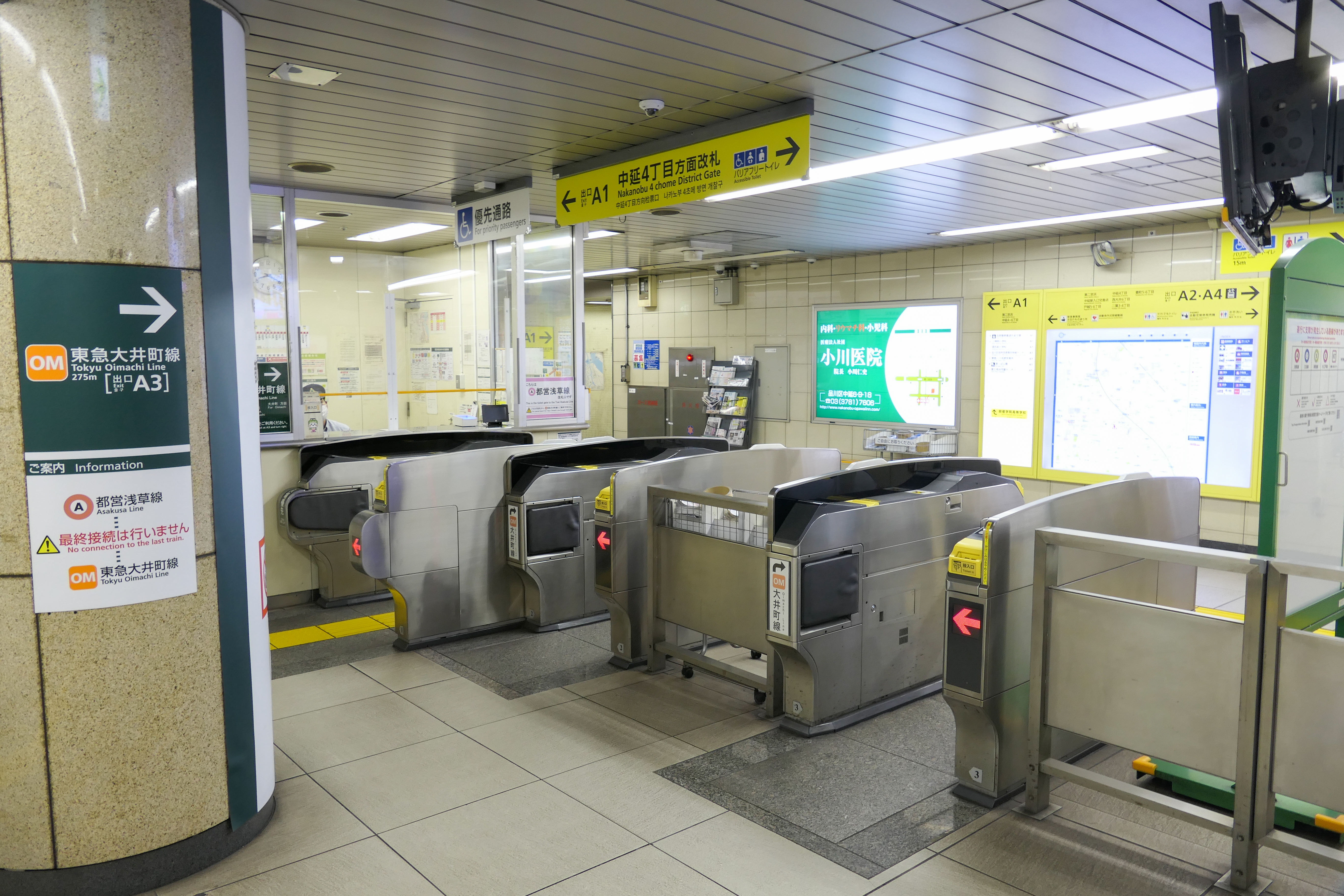
中延4丁目方面改札（2023年6月）
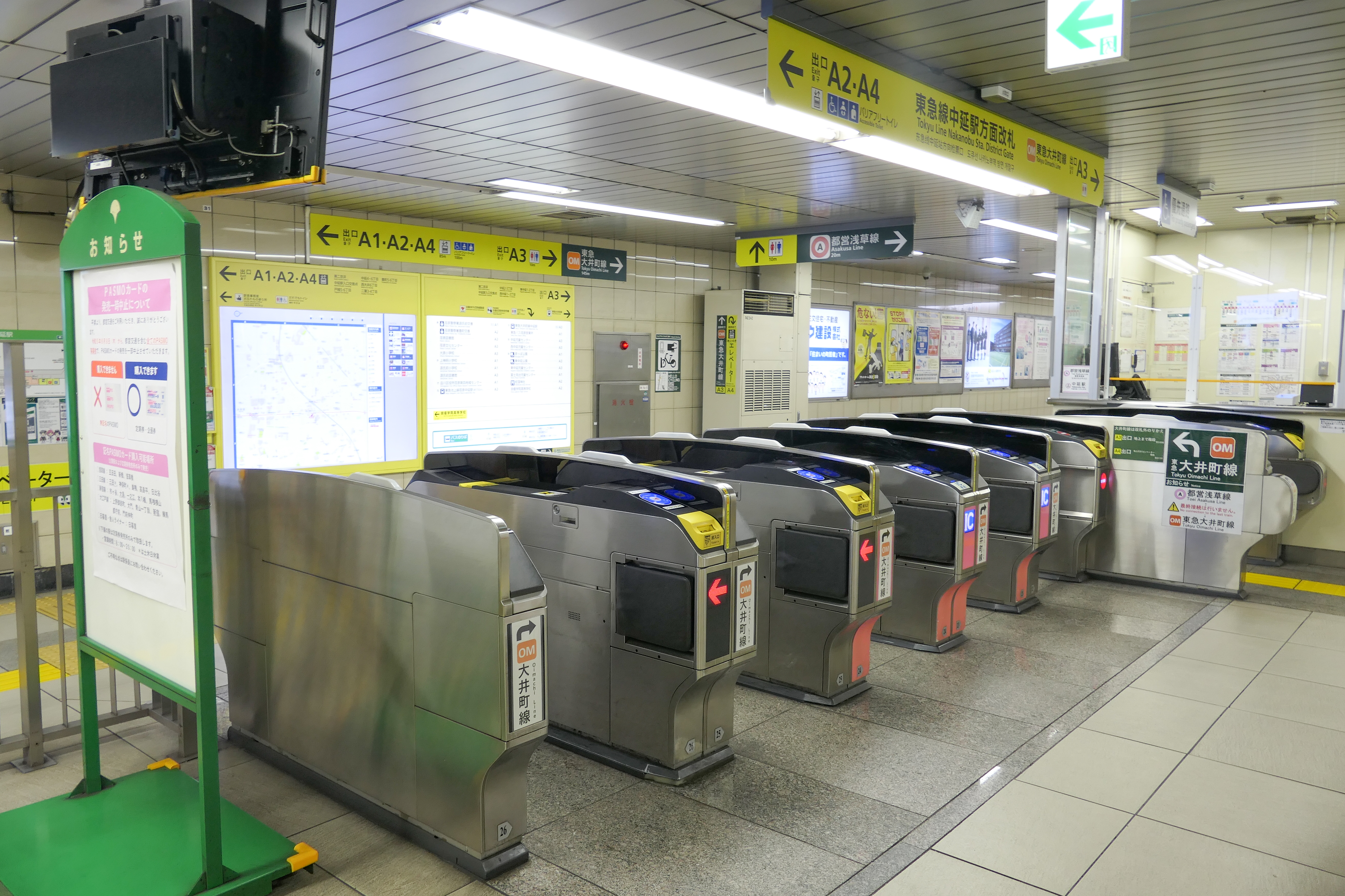
東急線中延駅方面改札（2023年6月）
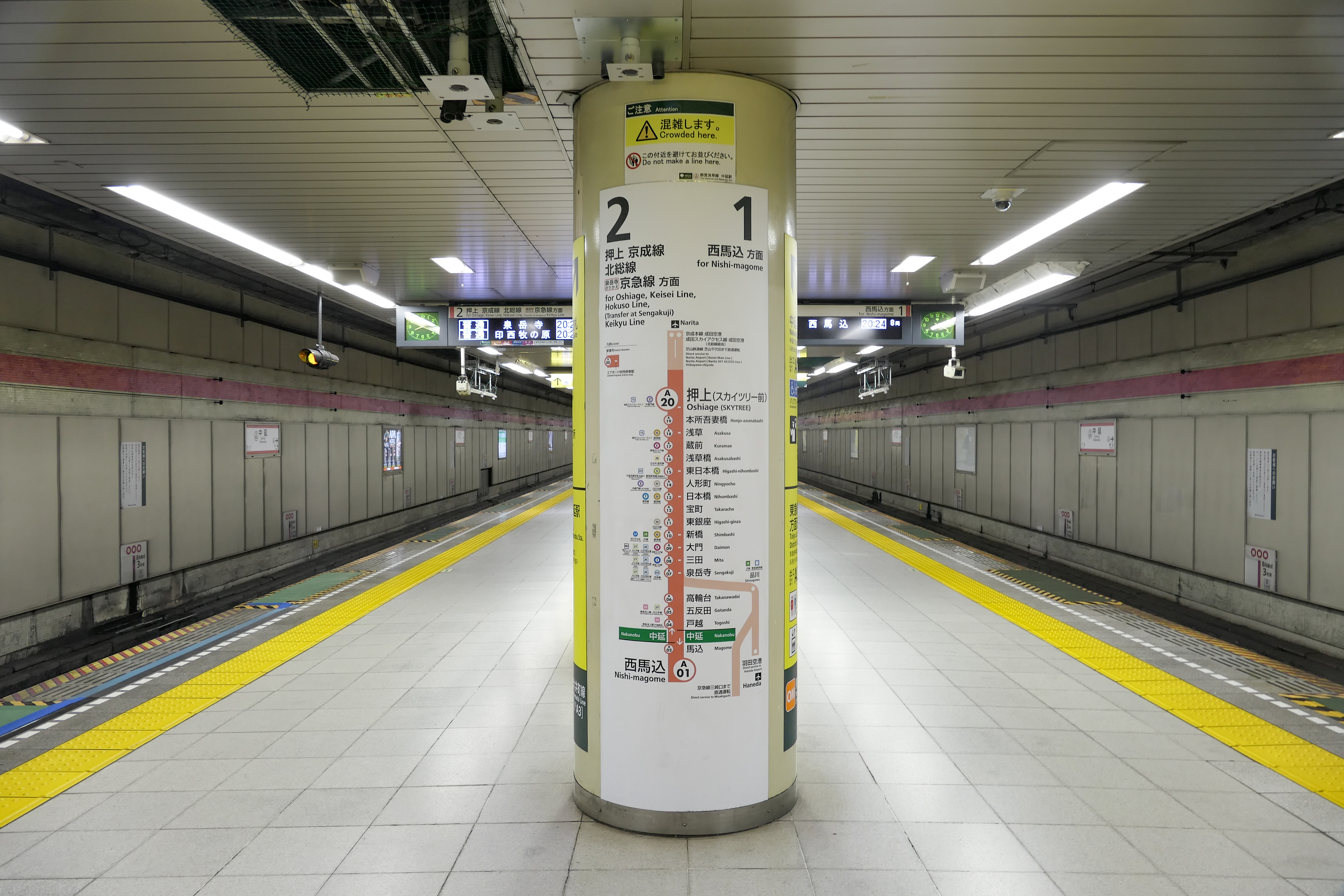
ホーム（2023年6月）

## 利用状況
- 東急電鉄 - 2024年度（令和6年度）の1日平均乗降人員は21,435人である[東急 1]。
- 都営地下鉄 - 2023年度（令和5年度）の1日平均乗降人員は26,456人（乗車人員：13,315人、降車人員： 13,141人）である[都交 1]。

### 年度別1日平均乗降人員
近年の1日平均乗降人員の推移は以下の通り。
| 年度               | 東京急行電鉄 / 東急電鉄 | 東京急行電鉄 / 東急電鉄 | 都営地下鉄       | 都営地下鉄 | 出典        | 出典        |
| 年度               | 1日平均 乗降人員        | 増加率                  | 1日平均 乗降人員 | 増加率     | 東急        | 交通局      |
| ------------------ | ----------------------- | ----------------------- | ---------------- | ---------- | ----------- | ----------- |
| 2002年（平成14年） | 18,422                  |                         | 27,845           |            |             |             |
| 2003年（平成15年） | 18,347                  | −0.4%                   | 27,069           | −2.8%      | [ 東急 2 ]  |             |
| 2004年（平成16年） | 18,697                  | 1.9%                    | 26,261           | −3.0%      | [ 東急 3 ]  |             |
| 2005年（平成17年） | 18,616                  | −0.4%                   | 26,042           | −0.8%      | [ 東急 4 ]  |             |
| 2006年（平成18年） | 19,038                  | 2.3%                    | 26,426           | 1.5%       | [ 東急 5 ]  |             |
| 2007年（平成19年） | 19,291                  | 1.3%                    | 26,427           | 0.0%       | [ 東急 6 ]  |             |
| 2008年（平成20年） | 19,362                  | 0.4%                    | 26,410           | −0.1%      | [ 東急 7 ]  | [ 都交 2 ]  |
| 2009年（平成21年） | 19,525                  | 0.8%                    | 26,214           | −0.7%      | [ 東急 8 ]  |             |
| 2010年（平成22年） | 19,654                  | 0.7%                    | 26,245           | 0.1%       | [ 東急 9 ]  | [ 都交 3 ]  |
| 2011年（平成23年） | 19,675                  | 0.1%                    | 26,061           | −0.7%      | [ 東急 10 ] | [ 都交 4 ]  |
| 2012年（平成24年） | 20,071                  | 2.0%                    | 26,972           | 3.5%       | [ 東急 11 ] | [ 都交 5 ]  |
| 2013年（平成25年） | 21,520                  | 7.2%                    | 28,452           | 5.5%       | [ 東急 12 ] | [ 都交 6 ]  |
| 2014年（平成26年） | 21,903                  | 1.8%                    | 28,819           | 1.3%       | [ 東急 13 ] | [ 都交 7 ]  |
| 2015年（平成27年） | 22,430                  | 2.4%                    | 29,979           | 4.0%       | [ 東急 14 ] | [ 都交 8 ]  |
| 2016年（平成28年） | 22,734                  | 1.4%                    | 30,632           | 2.2%       | [ 東急 15 ] | [ 都交 9 ]  |
| 2017年（平成29年） | 23,071                  | 1.5%                    | 31,144           | 1.6%       | [ 東急 16 ] | [ 都交 10 ] |
| 2018年（平成30年） | 24,402                  | 5.8%                    | 31,921           | 2.5%       | [ 東急 17 ] | [ 都交 11 ] |
| 2019年（令和元年） | 24,503                  | 0.4%                    | 31,947           | 0.1%       | [ 東急 18 ] | [ 都交 12 ] |
| 2020年（令和02年） | 17,481                  | −28.7%                  | 23,398           | −26.8%     | [ 東急 19 ] | [ 都交 13 ] |
| 2021年（令和03年） | 18,582                  | 6.3%                    | 23,394           | −0.0%      | [ 東急 20 ] | [ 都交 14 ] |
| 2022年（令和04年） | 19,385                  | 4.3%                    | 24,417           | 4.4%       | [ 東急 21 ] | [ 都交 15 ] |
| 2023年（令和05年） | 20,487                  | 5.7%                    | 26,456           | 8.4%       | [ 東急 22 ] | [ 都交 1 ]  |
| 2024年（令和06年） | 21,435                  | 4.6%                    |                  |            | [ 東急 1 ]  |             |

### 年度別1日平均乗車人員（1920年代 - 1930年代）
各年度の1日平均乗車人員は下表の通りである。
| 年度               | 目黒蒲田電鉄 | 出典          |
| ------------------ | ------------ | ------------- |
| 1927年（昭和02年） | 1,307        | [ 府統計 2 ]  |
| 1928年（昭和03年） | 3,502        | [ 府統計 3 ]  |
| 1929年（昭和04年） | 4,081        | [ 府統計 4 ]  |
| 1930年（昭和05年） | 4,158        | [ 府統計 5 ]  |
| 1931年（昭和06年） | 4,109        | [ 府統計 6 ]  |
| 1932年（昭和07年） | 3,953        | [ 府統計 7 ]  |
| 1933年（昭和08年） | 4,001        | [ 府統計 8 ]  |
| 1934年（昭和09年） | 3,902        | [ 府統計 9 ]  |
| 1935年（昭和10年） | 4,113        | [ 府統計 10 ] |

### 年度別1日平均乗車人員（1956年 - 2000年）
| 年度               | 東京急行電鉄 | 都営地下鉄 | 出典                        |
| ------------------ | ------------ | ---------- | --------------------------- |
| 1956年（昭和31年） | 4,740        | 未 開 業   | [ 都統計 2 ]                |
| 1957年（昭和32年） | 5,427        | 未 開 業   | [ 都統計 3 ]                |
| 1958年（昭和33年） | 5,815        | 未 開 業   | [ 都統計 4 ]                |
| 1959年（昭和34年） | 6,285        | 未 開 業   | [ 都統計 5 ]                |
| 1960年（昭和35年） | 6,631        | 未 開 業   | [ 都統計 6 ]                |
| 1961年（昭和36年） | 7,128        | 未 開 業   | [ 都統計 7 ]                |
| 1962年（昭和37年） | 7,419        | 未 開 業   | [ 都統計 8 ]                |
| 1963年（昭和38年） | 7,648        | 未 開 業   | [ 都統計 9 ]                |
| 1964年（昭和39年） | 7,611        | 未 開 業   | [ 都統計 10 ]               |
| 1965年（昭和40年） | 7,561        | 未 開 業   | [ 都統計 11 ]               |
| 1966年（昭和41年） | 7,309        | 未 開 業   | [ 都統計 12 ]               |
| 1967年（昭和42年） | 7,417        | 未 開 業   | [ 都統計 13 ]               |
| 1968年（昭和43年） | 7,388        | 6,426      | [ 都統計 14 ] [ 都統計 15 ] |
| 1969年（昭和44年） | 8,127        | 9,505      | [ 都統計 16 ] [ 都統計 17 ] |
| 1970年（昭和45年） | 9,093        | 11,805     | [ 都統計 18 ] [ 都統計 19 ] |
| 1971年（昭和46年） | 9,522        | 13,798     | [ 都統計 20 ]               |
| 1972年（昭和47年） | 10,279       | 15,255     | [ 都統計 21 ]               |
| 1973年（昭和48年） | 10,671       | 15,381     | [ 都統計 22 ] [ 都統計 23 ] |
| 1974年（昭和49年） | 11,071       | 15,956     | [ 都統計 24 ] [ 都統計 25 ] |
| 1975年（昭和50年） | 11,484       | 16,675     | [ 都統計 26 ] [ 都統計 27 ] |
| 1976年（昭和51年） | 11,277       | 17,559     | [ 都統計 28 ]               |
| 1977年（昭和52年） | 11,195       | 17,748     | [ 都統計 29 ] [ 都統計 30 ] |
| 1978年（昭和53年） | 11,019       | 16,605     | [ 都統計 31 ] [ 都統計 32 ] |
| 1979年（昭和54年） | 10,377       | 15,016     | [ 都統計 33 ] [ 都統計 34 ] |
| 1980年（昭和55年） | 10,156       | 14,759     | [ 都統計 35 ] [ 都統計 36 ] |
| 1981年（昭和56年） | 10,066       | 14,356     | [ 都統計 37 ] [ 都統計 38 ] |
| 1982年（昭和57年） | 10,022       | 14,014     | [ 都統計 39 ] [ 都統計 40 ] |
| 1983年（昭和58年） | 10,161       | 14,082     | [ 都統計 41 ] [ 都統計 42 ] |
| 1984年（昭和59年） | 10,151       | 14,384     | [ 都統計 43 ] [ 都統計 44 ] |
| 1985年（昭和60年） | 10,351       | 14,249     | [ 都統計 45 ] [ 都統計 46 ] |
| 1986年（昭和61年） | 10,474       | 14,074     | [ 都統計 47 ] [ 都統計 48 ] |
| 1987年（昭和62年） | 10,538       | 14,156     | [ 都統計 49 ] [ 都統計 50 ] |
| 1988年（昭和63年） | 10,778       | 14,353     | [ 都統計 51 ] [ 都統計 52 ] |
| 1989年（平成元年） | 11,260       | 14,438     | [ 都統計 53 ] [ 都統計 54 ] |
| 1990年（平成02年） | 11,704       | 14,915     | [ 都統計 55 ] [ 都統計 56 ] |
| 1991年（平成03年） | 12,019       | 15,123     | [ 都統計 57 ] [ 都統計 58 ] |
| 1992年（平成04年） | 12,071       | 15,170     | [ 都統計 59 ]               |
| 1993年（平成05年） | 11,833       | 15,003     | [ 都統計 60 ]               |
| 1994年（平成06年） | 11,485       | 14,932     | [ 都統計 61 ]               |
| 1995年（平成07年） | 11,030       | 14,331     | [ 都統計 62 ]               |
| 1996年（平成08年） | 10,666       | 14,337     | [ 都統計 63 ]               |
| 1997年（平成09年） | 10,545       | 14,342     | [ 都統計 64 ]               |
| 1998年（平成10年） | 10,274       | 14,337     | [ 都統計 65 ]               |
| 1999年（平成11年） | 10,096       | 13,992     | [ 都統計 66 ]               |
| 2000年（平成12年） | 9,688        | 13,669     | [ 都統計 67 ]               |

### 年度別1日平均乗車人員（2001年以降）
近年の1日平均乗車人員の推移は下表の通り。
| 年度               | 東京急行電鉄 / 東急電鉄 | 都営地下鉄 | 出典          | 出典        |
| 年度               | 東京急行電鉄 / 東急電鉄 | 都営地下鉄 | 東京都        | 交通局      |
| ------------------ | ----------------------- | ---------- | ------------- | ----------- |
| 2001年（平成13年） | 9,174                   | 13,241     | [ 都統計 68 ] |             |
| 2002年（平成14年） | 9,304                   | 13,351     | [ 都統計 69 ] |             |
| 2003年（平成15年） | 9,216                   | 12,970     | [ 都統計 70 ] |             |
| 2004年（平成16年） | 9,233                   | 12,668     | [ 都統計 71 ] |             |
| 2005年（平成17年） | 9,165                   | 12,597     | [ 都統計 72 ] |             |
| 2006年（平成18年） | 9,364                   | 12,784     | [ 都統計 73 ] |             |
| 2007年（平成19年） | 9,462                   | 12,989     | [ 都統計 74 ] |             |
| 2008年（平成20年） | 9,532                   | 13,077     | [ 都統計 75 ] |             |
| 2009年（平成21年） | 9,600                   | 11,034     | [ 都統計 76 ] |             |
| 2010年（平成22年） | 9,682                   | 13,079     | [ 都統計 77 ] |             |
| 2011年（平成23年） | 9,683                   | 13,046     | [ 都統計 78 ] |             |
| 2012年（平成24年） | 9,896                   | 13,488     | [ 都統計 79 ] |             |
| 2013年（平成25年） | 10,602                  | 14,225     | [ 都統計 80 ] |             |
| 2014年（平成26年） | 10,802                  | 14,424     | [ 都統計 81 ] |             |
| 2015年（平成27年） | 11,047                  | 15,010     | [ 都統計 82 ] |             |
| 2016年（平成28年） | 11,184                  | 15,354     | [ 都統計 83 ] |             |
| 2017年（平成29年） | 11,362                  | 15,605     | [ 都統計 84 ] |             |
| 2018年（平成30年） | 12,022                  | 16,014     | [ 都統計 85 ] |             |
| 2019年（令和元年） | 12,079                  | 16,030     | [ 都統計 86 ] |             |
| 2020年（令和02年） |                         | 11,797     |               | [ 都交 13 ] |
| 2021年（令和03年） |                         | 11,831     |               | [ 都交 14 ] |
| 2022年（令和04年） |                         | 12,318     |               | [ 都交 15 ] |
| 2023年（令和05年） |                         | 13,315     |               | [ 都交 1 ]  |

備考
1. ↑  1927年7月6日開業。開業日から翌年3月31日までの計270日間を集計したデータ。
2. ↑  1968年（昭和43年）11月15日開業。開設日 - 翌年3月31日までの計137日間を集計したデータ。

## 駅周辺

### 官公庁・公共施設
- 品川区立源氏前図書館

### 教育機関
- 品川区立源氏前小学校
- 朋優学院高等学校

### 郵便局 ・ 金融機関
- 品川豊郵便局

### 交通
- 国道1号（第二京浜）
- 東日本旅客鉄道（JR東日本）横須賀線、湘南新宿ライン、相鉄線直通列車 西大井駅：当駅より南東側へ徒歩約20分程度。
- 東急バス荏原営業所

### 店舗
- 中延スキップロード：当駅より池上線荏原中延駅まで続く商店街。
- オーケー戸越店[13]
- 文化堂荏原店 [14]

### バス路線
最寄バス停留所は中延駅前である。。第二京浜上にあり、東急バスにより運行されている。
- 反01系統：五反田駅行 / 川崎駅ラゾーナ広場行・荏原営業所行き[15]
- 反02系統：五反田駅行 / 池上警察署行[15]

## 隣の駅
東急電鉄
 大井町線
■急行
通過
□各駅停車（二子新地・高津は通過）・■各駅停車（二子新地・高津に停車）
戸越公園駅 (OM03) - 中延駅 (OM04) - 荏原町駅 (OM05)
東京都交通局（都営地下鉄）
 都営浅草線
馬込駅 (A 02) - 中延駅 (A 03) - 戸越駅 (A 04)